# Libytheana bachmanni
Libytheana bachmanni is een vlinder uit de familie van de Nymphalidae. De wetenschappelijke naam van de soort is voor het eerst geldig gepubliceerd in 1852 door Kirtland.